# Dicerca tenebrosa
Dicerca tenebrosa är en skalbaggsart som först beskrevs av Kirby 1837.  Dicerca tenebrosa ingår i släktet Dicerca och familjen praktbaggar.

## Underarter
Arten delas in i följande underarter:
- D. t. tenebrosa
- D. t. knulli